# 칸타브리아산맥
칸타브리아산맥(스페인어: Cordillera Cantábrica)은 스페인 북부 지방에 위치한 산맥이다. 서쪽으로는 피레네산맥과 마주하며 300km정도 이베리아반도를 가로질러 뻗어 있다. 산맥지대에는 구릉지대가 많아 하이킹에 좋은 오솔길과 관련 위락 시설이 많이 있다. 스키 리조트도 다수가 있다.

## 동식물군
칸타브리아산맥에는 스페인 고유종이나 특이한 동식물 여러 종이 서식하고 있다. 대표적인 것으로는 칸타브리아갈색곰으로서 멸종 위기종이다. 갈색곰은 팔렌시아나 레온 지방 인근의 산악지대에 분포한다.
다른 종류의 동물로는 이베리아늑대나 피레네사무아(염소의 일종), 레베코라 불리는 칸타브리아 고유종 사무아가 있다.

## 생태
산맥 지역 내에는 유네스코가 지정한 세계 자연보호구역네트워크의 일부인 국립공원과 유럽 연합이 선정한 자연유산 2000, 조류보호구역에 포함되는 계곡이 있기도 하다.